# Championnats d'Amérique du Sud d'athlétisme 1993
Navigation
Manaus 1991 Manaus 1995
Les 37e Championnats d'Amérique du Sud d'athlétisme ont eu lieu à Lima, au Pérou, du 2 au 4 juillet 1993. 

## Résultats

### Hommes
| Épreuve | Or                                                                        | Or                | Argent                                                           | Argent            | Bronze                                                                   | Bronze          |
| --- | ------------------------------------------------------------------------- | ----------------- | ---------------------------------------------------------------- | ----------------- | ------------------------------------------------------------------------ | --------------- |
| 100 m (Vent : -4,6 m/s) | Robson da Silva Brésil                                                    | 10 s 58           | Arnaldo da Silva Brésil                                          | 10 s 69           | Óscar Fernández Pérou                                                    | 10 s 73         |
| 200 m (Vent : -2,9 m/s) | Robson da Silva Brésil                                                    | 20 s 9            | André Domingos Brésil                                            | 21 s 1            | Wilson Cañizales Colombie                                                | 21 s 6          |
| 400 m | Wilson Cañizales Colombie                                                 | 46 s 50           | Inaldo Sena Brésil                                               | 47 s 50           | Alejandro Krauss Chili                                                   | 47 s 60         |
| 800 m | Pablo Squella Chili                                                       | 1 min 51 s 98     | Luis Migueles Argentine                                          | 1 min 52 s 12     | Peter Gross Chili                                                        | 1 min 52 s 24   |
| 1 500 m | Adauto Domingues Brésil                                                   | 3 min 46 s 40     | Pablo Squella Chili                                              | 3 min 51 s 00     | Marcelo Cascabelo Argentine                                              | 3 min 51 s 50   |
| 5 000 m | Ronaldo da Costa Brésil                                                   | 13 min 58 s 70    | Valdenor dos Santos Brésil                                       | 13 min 59 s 80    | Juan José Castillo Pérou                                                 | 13 min 59 s 90  |
| 10 000 m | Antonio Silio Argentine                                                   | 28 min 37 s 20 CR | Juan José Castillo Pérou                                         | 28 min 56 s 80 NR | Valdenor dos Santos Brésil                                               | 29 min 20 s 40  |
| 3000 m steeple | Adauto Domingues Brésil                                                   | 8 min 36 s 9      | Marcelo Cascabelo Argentine                                      | 8 min 38 s 8      | Oscar Amaya Argentine                                                    | 8 min 48 s 9    |
| 110 m haies (Vent : -2,5 m/s) | Pedro Chiamulera Brésil                                                   | 14 s 30           | Joilto Bonfim Brésil                                             | 14 s 38           | Ricardo D'Andrilli Argentine                                             | 14 s 75         |
| 400 m haies | Eronilde de Araújo Brésil                                                 | 49 s 8            | Pedro Chiamulera Brésil                                          | 50 s 1            | Llimy Rivas Colombie                                                     | 50 s 7          |
| Saut en hauteur | Hugo Muñoz Pérou                                                          | 2,22 m CR         | Fernando Moreno Argentine                                        | 2,16 m            | José Luís Mendes Brésil                                                  | 2,16 m          |
| Saut à la perche | Oscar Veit Argentine                                                      | 4,95 m            | Fernando Pastoriza Argentine                                     | 4,80 m            | Cristián Aspillaga Chili                                                 | 4,70 m          |
| Saut en longueur | Paulo de Oliveira Brésil                                                  | 7,99 m w          | Abraham Abreu Venezuela                                          | 7,60 m            | Ricardo Valiente Pérou                                                   | 7,38 m w        |
| Triple saut | Anísio Silva Brésil                                                       | 17,21 m CR        | Ricardo Valiente Pérou                                           | 16,45 m           | Avelino de Souza Brésil                                                  | 16,31 m         |
| Lancer du poids | Adilson Oliveira Brésil                                                   | 17,88 m           | Yojer Medina Venezuela                                           | 17,52 m           | João dos Santos Brésil                                                   | 16,76 m         |
| Lancer du disque | Ramón Jiménez Gaona Paraguay                                              | 59,46 m CR        | João dos Santos Brésil                                           | 55,28 m           | Yojer Medina Venezuela                                                   | 52,90 m         |
| Lancer du marteau | Andrés Charadia Argentine                                                 | 71,14 m CR        | Marcelo Pugliese Argentine                                       | 67,36 m           | José Manuel Llano Chili                                                  | 57,44 m         |
| Lancer du javelot | Rodrigo Zelaya Chili                                                      | 72,86 m           | Luiz da Silva Brésil                                             | 70,56 m           | Ivan Costa Brésil                                                        | 68,48 m         |
| Décathlon | José de Assis Brésil                                                      | 6 861 pts         | Edemar dos Santos Brésil                                         | 6 598 pts         | Arturo Rodríguez Chili                                                   | 6 381 pts       |
| 20 km marche | Jefferson Pérez Équateur                                                  | 1 h 24 min 31 s   | Querubín Moreno Colombie                                         | 1 h 24 min 50 s   | Orlando Díaz Colombie                                                    | 1 h 26 min 57 s |
| 4 × 100 m | Chili Sebastian Keitel Carlos Moreno Alvaro Prenafeta Juan Francisco Cobo | 40 s 2            | Pérou Óscar Fernández Javier Verne Marco Mautino José Uribe      | 41 s 2            | Venezuela Richard Kristen Jorge Luis Canizales Angel Tovar Abraham Abreu | 41 s 8          |
| 4 × 400 m | Brésil Eronilde de Araújo Pedro Chiamulera Inaldo Sena Geraldo de Assis   | 3 min 09 s 00     | Colombie Wilson Cañizales Luis Vega Wenceslao Ferrin Llimy Rivas | 3 min 09 s 10     | Chili Sebastian Keitel Carlos Morales Alvaro Prenafeta Alejandro Krauss  | 3 min 09 s 50   |
| Records et Performances - AR : Record continental (area record) - CR : Record des championnats (championship record) - MR : Record du meeting (meet record) - NR : Record national (national record) - OR : Record olympique (olympic record) - PR : Record paralympique (paralympic record) - PB : Record personnel (personal best) - SB : Meilleure performance personnelle de la saison (season's best) - WL : Meilleure performance mondiale de l'année (world leader) - WJR : Record du monde junior (world junior record) - WR : Record du monde (world record) Circonstances et Conditions - DNF : N'a pas terminé (did not finish) - DNS : N'a pas pris le départ (did not start) - DQ : Disqualification (disqualification) - NM : Aucun essai valable enregistré (No Mark) - Q : Qualifié « directement » au prochain tour (ou à la prochaine compétition), lors d'une compétition majeure, grâce au classement ou à la réalisation des minima (automatic qualifier) - q : Qualifié au prochain tour (ou à la prochaine compétition), lors d'une compétition majeure, grâce au repêchage ou à la réalisation de l'une des meilleures performances parmi celles des « non qualifiés directement » (grâce au meilleur temps ou à la meilleure distance par exemple) (secondary qualifier) |                                                                           |                   |                                                                  |                   |                                                                          |                 |

### Femmes
| Épreuve | Or                                                                            | Or               | Argent                                                                             | Argent        | Bronze                                                                      | Bronze        |
| --- | ----------------------------------------------------------------------------- | ---------------- | ---------------------------------------------------------------------------------- | ------------- | --------------------------------------------------------------------------- | ------------- |
| 100 m (Vent : -2,9 m/s) | Cleide Amaral Brésil                                                          | 11 s 91          | Patricia Rodríguez Colombie                                                        | 12 s 10       | Kátia de Jesus Santos Brésil                                                | 12 s 22       |
| 200 m (Vent : -3,4 m/s) | Patricia Rodríguez Colombie                                                   | 24 s 2           | Kátia de Jesus Santos Brésil                                                       | 24 s 6        | Olga Conte Argentine                                                        | 24 s 7        |
| 400 m | Maria Figueirêdo Brésil                                                       | 52 s 67          | Luciana Mendes Brésil                                                              | 53 s 06       | Sara Montecinos Chili                                                       | 53 s 73       |
| 800 m | Maria Figueirêdo Brésil                                                       | 2 min 04 s 2     | Luciana Mendes Brésil                                                              | 2 min 04 s 5  | Sara Montecinos Chili                                                       | 2 min 06 s 4  |
| 1 500 m | Soraya Telles Brésil                                                          | 4 min 23 s 1     | Alejandra Ramos Chili                                                              | 4 min 31 s 4  | Miriam Achote Équateur                                                      | 4 min 31 s 9  |
| 3 000 m | Marilú Salazar Pérou                                                          | 9 min 44 s 9     | Griselda González Argentine                                                        | 9 min 45 s 5  | Alejandra Ramos Chili                                                       | 9 min 52 s 1  |
| 10 000 m | Carmen de Oliveira Brésil                                                     | 33 min 49 s 8    | Marilú Salazar Pérou                                                               | 33 min 57 s 8 | Martha Tenorio Équateur                                                     | 34 min 04 s 4 |
| 100 m haies (Vent : -2,6 m/s) | Vânia dos Santos Brésil                                                       | 14 s 26          | Vânia da Silva Brésil                                                              | 14 s 28       | Anabella von Kesselstatt Argentine                                          | 14 s 30       |
| 400 m haies | Anabella von Kesselstatt Argentine                                            | 57 s 2           | Jupira da Graça Brésil                                                             | 57 s 4        | Tatiana Espinosa Pérou                                                      | 65 s 8        |
| Saut en hauteur | Orlane dos Santos Brésil                                                      | 1,87 m           | Alejandra García Argentine                                                         | 1,84 m        | Alejandra Chomalí Chili                                                     | 1,75 m        |
| Saut en longueur | Andrea Ávila Argentine                                                        | 6,45 m w         | Maria de Souza Brésil                                                              | 6,26 m =CR    | Gilda Massa Pérou                                                           | 6,00 m w      |
| Triple saut | Andrea Ávila Argentine                                                        | 13,91 m CR, NR   | Maria de Souza Brésil                                                              | 12,77 m w     | Conceição Geremias Brésil                                                   | 12,71 m       |
| Lancer du poids | Elisângela Adriano Brésil                                                     | 16,47 m CR       | María Isabel Urrutia Colombie                                                      | 15,09 m       | Carmen Chalá Équateur                                                       | 14,83 m       |
| Lancer du disque | María Isabel Urrutia Colombie                                                 | 55,14 m CR       | Elisângela Adriano Brésil                                                          | 53,16 m       | Liliana Martinelli Argentine                                                | 52,80 m       |
| Lancer du javelot | Carla Bispo Brésil                                                            | 49,20 m          | Zorobabelia Córdoba Colombie                                                       | 48,74 m       | Isabel Ordóñez Équateur                                                     | 42,66 m       |
| Heptathlon | Zorobabelia Córdoba Colombie                                                  | 5 410 pts        | Conceição Geremias Brésil                                                          | 5 105 pts     | Elizabeth Arteaga Bolivie                                                   | 4 282 pts     |
| 10 000 m marche | Miriam Ramón Équateur                                                         | 48 min 18 s 0 CR | Geovana Irusta Bolivie                                                             | 53 min 06 s 5 | Giovanna Morejón Bolivie                                                    | 57 min 45 s 6 |
| 4 × 100 m | Brésil Cleide Amaral Jupira da Graca Katia Regina Santos Vania dos Santos     | 45 s 1           | Argentine Virginia Lebreo Olga Conte Daniela Laura Lebreo Anabella Von Kesselstatt | 45 s 9        | Chili Lisette Rondon Alejandra Martinez Sara Montecinos Judith de la Fuente | 46 s 5        |
| 4 × 400 m | Brésil Maria Magnolia Figueiredo Jupira da Graca Luciana Mendes Soraya Telles | 3 min 36 s 49    | Argentine Virginia Lebreo Olga Conte Daniela Laura Lebreo Anabella Von Kesselstatt | 3 min 43 s 42 | Chili Lisette Rondon Sara Montecinos Hannelore Grosser Marcela Barros       | 3 min 43 s 43 |
| Records et Performances - AR : Record continental (area record) - CR : Record des championnats (championship record) - MR : Record du meeting (meet record) - NR : Record national (national record) - OR : Record olympique (olympic record) - PR : Record paralympique (paralympic record) - PB : Record personnel (personal best) - SB : Meilleure performance personnelle de la saison (season's best) - WL : Meilleure performance mondiale de l'année (world leader) - WJR : Record du monde junior (world junior record) - WR : Record du monde (world record) Circonstances et Conditions - DNF : N'a pas terminé (did not finish) - DNS : N'a pas pris le départ (did not start) - DQ : Disqualification (disqualification) - NM : Aucun essai valable enregistré (No Mark) - Q : Qualifié « directement » au prochain tour (ou à la prochaine compétition), lors d'une compétition majeure, grâce au classement ou à la réalisation des minima (automatic qualifier) - q : Qualifié au prochain tour (ou à la prochaine compétition), lors d'une compétition majeure, grâce au repêchage ou à la réalisation de l'une des meilleures performances parmi celles des « non qualifiés directement » (grâce au meilleur temps ou à la meilleure distance par exemple) (secondary qualifier) |                                                                               |                  |                                                                                    |               |                                                                             |               |

## Tableau des médailles
| Rang | Nation    | Or | Argent | Bronze | Total |
| ---- | --------- | -- | ------ | ------ | ----- |
| 1    | Brésil    | 23 | 18     | 7      | 48    |
| 2    | Argentine | 6  | 9      | 6      | 21    |
| 3    | Colombie  | 4  | 5      | 3      | 12    |
| 4    | Chili     | 3  | 2      | 12     | 17    |
| 5    | Pérou     | 2  | 4      | 5      | 11    |
| 6    | Équateur  | 2  | 0      | 4      | 6     |
| 7    | Paraguay  | 1  | 0      | 0      | 1     |
| 8    | Venezuela | 0  | 2      | 2      | 4     |
| 9    | Bolivie   | 0  | 1      | 2      | 3     |